# Марков, Иван (тяжелоатлет)
Иван Марков (болг. Иван Марков; род. 14 сентября 1988 в Бургасе, Болгария) — болгарский тяжелоатлет, призёр чемпионатов мира, чемпион Европы по тяжёлой атлетике в весовой категории до 85 кг.

## Спортивная карьера
Иван Марков принимал участие в Олимпийских играх 2012 года в Лондоне, где занял 5 место.
Дважды становился серебряным призёром на чемпионатах мира в 2013 и 2014 годах.
В 2014 году на Чемпионате Европы Иван Марков стал чемпионом в весовой категории до 85 кг.